# Luisa del Valle
María Luisa del Valle Pérez-Fullana (Palma de Mallorca, años 50 del siglo XX) es una creadora española especializada en orfebrería. En su vertiente profesional enlaza el arte, la historia  y el diseño.

## Formación
En sus viajes de ida y vuelta entre la isla y Madrid frecuentó asiduamente el Museo del Prado, lo cual le  permitió abrirse a diferentes sensibilidades, también la vuelta a sus raíces cántabras. A los 17 años viaja para completar sus estudios a Londres y posteriormente  su formación arranca en la escuela de Artes Aplicadas de Palma de Mallorca y  el Taller de grabado de la Fundación Xavier Corberó para ir progresivamente especializándose en orfebrería y arte oriental, como por ejemplo lo fueron los cursos de arte islámico en la Universidad Americana de El Cairo.
En su primera etapa de formación compaginó  teoría y práctica de las artes con el trabajo para diferentes marcas en España, Francia, Italia y Japón de las que destacó su relación como modelo de pasarela con  los diseñadores Issey Miyake, Yamamoto, Valentino, Montesinos, Yves Saint Laurent, Comme des Garçons o Paco Rabanne.
Con 18 años, se había trasladado a Barcelona, donde colabora con diseñadores como Miró y empieza a estudiar Bellas Artes en la calle Avignon mientras hacia de modelo (formaba parte de una agencia profesional). Su primera exposición  en Barcelona data de junio de 1977.

## Trayectoria profesional
De regreso a Mallorca inicia una intensa colaboración con  la galería 4 Gats en Palma promovida por Fernando Cano y Ángel Juncosa.
Durante los años 1976 y 1978 es fundamental la colaboración con Joan Miró y el grupo de la Claca Teatre, momento en el que se elabora el proyecto Mori el Merma, participando así mismo en la filmación de su representación para la BBC con el director Robin Cough. 
En esa época además asiste al escultor Robert Llimós en el mural del Palacio March en Cala Ratjada (Mallorca), mural en el que ella misma aparece.
En noviembre de 1979 se traslada a Nueva York trabajando varios meses en la Galería de Pierre Matisse y posteriormente formando parte del equipo de la Galería Byzantium en el Soho. Conoce en ese momento a la orfebre Luna Félix y mantener intensas clases de orfebrería formando parte del grupo activo de orfebres de Nueva York la orientan a especializarse y centrar su trabajo en el desarrollo de una obra propia y la investigación de una vertiente hasta entonces poco intervenida desde la contemporaneidad y la creación artística.
Fue una de sus decisiones el aprender técnicas antiguas especializándose  en la civilización etrusca. Desde ese momento decide estudiar sus técnicas y recursos metodologías para crear piezas únicas actuales reinterpretando sus mitos y filosofía. En 1982 elabora su primera pieza granulada en oro de 22 quilates. Desde 1983 continúa el trabajo dirigiendo la galería Byzantium y perfecciona su técnica en la Escuela de orfebrería artística Kulicke-Stark Academy y en historia de la arqueología en orfebrería en N.Y.U.
En 1986, es invitada a una muestra colectiva por el Metropolitan Opera Guild de Nueva York en su 50.º aniversario. Con la citada exposición, dos piezas creadas en torno a María Callas viajan a Los Ángeles y Boston. Durante los años noventa destacan varias muestras como las realizadas en: Galería Plata Viva (Madrid), Galería Paco Calatayud (Mallorca), Glam (Bilbao), La Llonja (Mallorca), Galería El Candor (Tokio) o Galería Magari (Barcelona).
Durante este periodo alterna su vida en Nueva York con viajes a Irán volviendo también continuamente a Mallorca. 
En el año 2004 se  traslada con su hijo a España, y abre  un espacio con su nombre en Barcelona. 
En 2011 empieza a colaborar con la artista alemana Rebeca Horn en la elaboración de piezas únicas  en un ciclo que se presenta  con la galería Elisabetta Cipriani (Londres).
En los últimos años su trabajo se ha expuesto en el World Jewllery Museum (Seoul,2013 ), en el Basel Design (Suiza, 2014) o en el ciclo de diseñadores del Museo Es Baluard en Palma de Mallorca. En esta ciudad mantiene su  taller galería. Colabora con diferentes actividades en el Museo de arte moderno y contemporáneo ElsBaluard de Palma de Mallorca.
Nekane Aramburu dirige un documental como ensayo visual sobre su trayectoria 